# Eric Biau
Eric Biau (París, 4 de febrero de 1964) es un deportista francés que compitió en piragüismo en la modalidad de eslalon. Ganó siete medallas en el Campeonato Mundial de Piragüismo en Eslalon entre los años 1993 y 1999, y una medalla de bronce en el Campeonato Europeo de Piragüismo en Eslalon de 1998.

## Palmarés internacional
| Campeonato Mundial | Campeonato Mundial                   | Campeonato Mundial | Campeonato Mundial |
| Año                | Lugar                                | Medalla            | Competición        |
| ------------------ | ------------------------------------ | ------------------ | ------------------ |
| 1993               | Mezzana (Italia)                     | Medalla de plata   | C2 individual      |
| 1993               | Mezzana (Italia)                     | Medalla de plata   | C2 por equipos     |
| 1995               | Nottingham (Reino Unido)             | Medalla de plata   | C2 por equipos     |
| 1995               | Nottingham (Reino Unido)             | Medalla de bronce  | C2 individual      |
| 1997               | Três Coroas (Brasil)                 | Medalla de oro     | C2 por equipos     |
| 1999               | Seo de Urgel (España)                | Medalla de bronce  | C2 individual      |
| 1999               | Seo de Urgel (España)                | Medalla de bronce  | C2 por equipos     |
| Campeonato Europeo |                                      |                    |                    |
| Año                | Lugar                                | Medalla            | Competición        |
| 1998               | Roudnice nad Labem (República Checa) | Medalla de bronce  | C2 por equipos     |